# ليوبومير رادانوفيتش
ليوبومير رادانوفيتش ، من مواليد 21 يوليو 1960 ، لاعب كرة قدم يوغسلافي سابق.
لعب مع منتخب يوغسلافيا لكرة القدم.

## مسيرته الكروية
لعب ليوبومير رادانوفيتش خلال مسيرته الاحترافية مع 5 أندية في ثمانية عشر موسمًا وسجل خلالها 22 هدفًا ضمن 307 مباراة. ولم يفز بأي موسم بالكأس وفاز في ثلاثة مواسم بالدوري.
خاض ليوبومير رادانوفيتش مسيرته مع نادي لوفتشين في موسم 1977–78 ليلعب معه أربعة مواسم، مشاركًا في 36 مباراة سجل خلالها هدفًا واحدًا. ثم انتقل إلى نادي بارتيزان في موسم 1981–82 ليلعب معه سبعة مواسم، حيث شارك في 172 مباراة سجل خلالها 15 هدفًا. لينتقل بعدها إلى نادي ستاندارد لييج في موسم 1988–89 في المرة الأولى ولمدة موسمين ثم في موسم 1991–92 لمدة موسم واحد، مشاركًا طوالها في 66 مباراة سجل خلالها 3 أهداف. ثم انتقل إلى نادي نيس في موسم 1990–91 لمدة موسم واحد، مشاركًا في 33 مباراة سجل خلالها 3 أهداف أيضًا. هذا وانتقل لاحقًا إلى نادي بيلينزونا في موسم 1992–93 واستمر معه طيلة ثلاثة مواسم، لم يشارك في أي مباراة ولم يسجل أي هدف.

## روابط خارجية
- ليوبومير رادانوفيتش على موقع الاتحاد الأوربي (الإنجليزية)
- ليوبومير رادانوفيتش على موقع قاعدة بيانات كرة القدم.إي يو (الإنجليزية)
- ليوبومير رادانوفيتش على موقع ناشيونال فوتبول تيمز (الإنجليزية)
- ليوبومير رادانوفيتش على موقع عالم كرة القدم.نت (الإنجليزية)
- ليوبومير رادانوفيتش على موقع أوليمبيديا (الإنجليزية)